# Alexander Michailowitsch Gerassimow

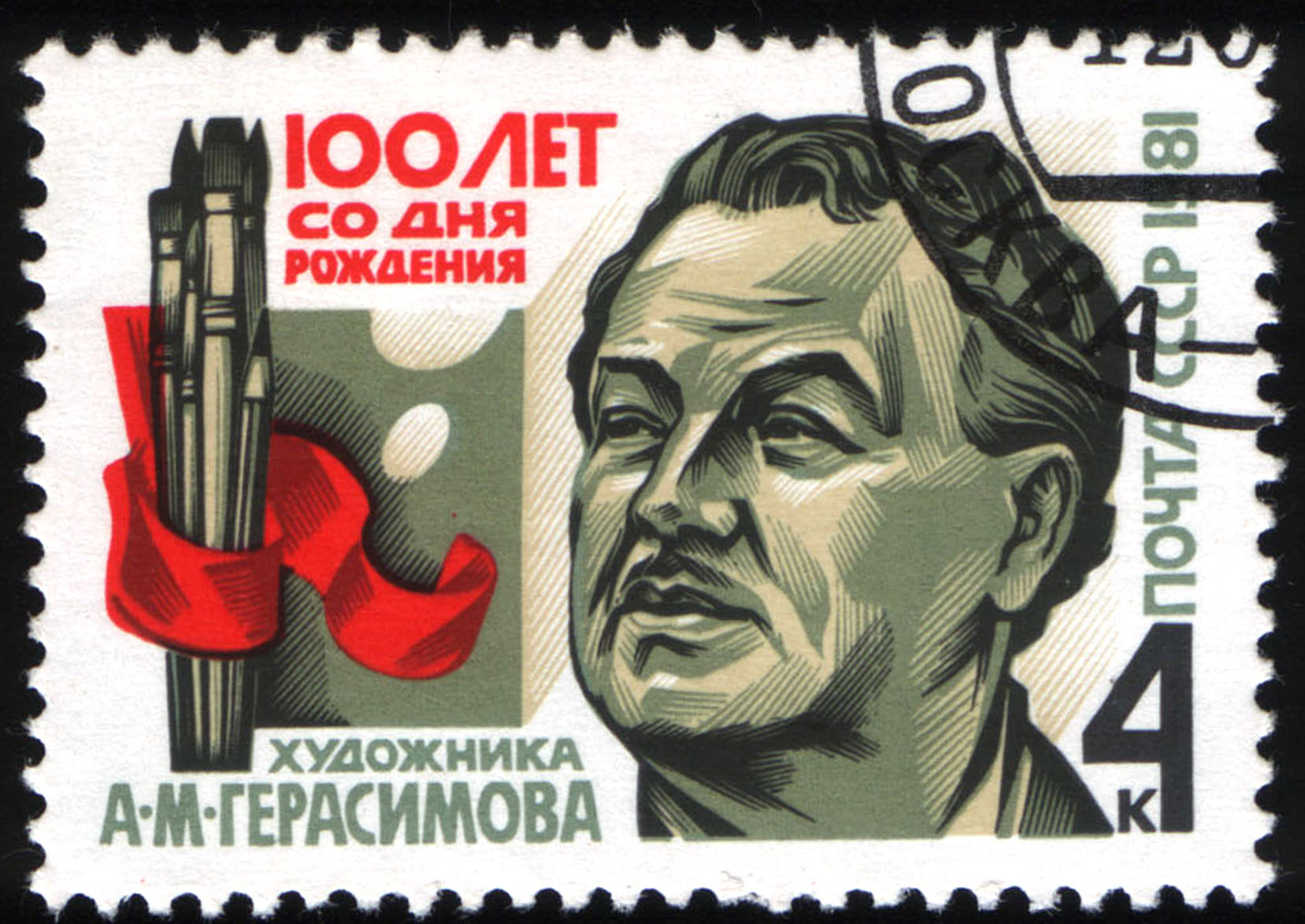
Briefmarke der Sowjetunion die A. M. Gerassimow gewidmet ist, 1981 (Michel 5101, Scott 4970)

Alexander Michailowitsch Gerassimow (russisch Александр Михайлович Герасимов; * 31. Julijul. / 12. August 1881greg. in Koslow, Gouvernement Tambow; † 23. Juli 1963 in Moskau) war ein sowjetischer Künstler. Er galt als führender Künstler des sozialistischen Realismus und malte Stalin sowie andere sozialistische Führer.
Gerassimow studierte an der Moskauer Hochschule für Malerei, Bildhauerei und Architektur von 1903 bis 1915. Dort verfocht er traditionelle realistisch repräsentionale Kunst gegen die Avantgarde. Während des Ersten Weltkriegs und des russischen Bürgerkriegs diente er in der Armee. Nach dem Bürgerkrieg kam er in seine Heimatstadt zurück, um Bühnenbildner zu werden. Als solcher half er bei Bühnenspielen, die die Revolution und die sowjetische Regierung anpriesen. 1925 kehrte Gerassimow nach Moskau zurück, wo er ein Studio eröffnete. Er praktizierte eine akademisch realistische Technik, mit einem impressionistisch hellen Stich. Er bevorzugte eine Art, die als heroischer Realismus bekannt ist, welcher revolutionäre Führer, wie Lenin, als größer-als-lebendig Helden kennzeichnete.
Gerassimows Arbeiten wandelten sich nach den Säuberungen in den 1930er Jahren, als Stalin seinen Griff um das Land fester zog, schnell zu „großartigen“ amtlichen Porträts, so z. B. „Stalin und Woroschilow an der Kremlmauer“, für welches er seinen ersten Stalin-Preis im Jahre 1941 erhielt. 1943 folgte ein zweiter Stalin-Preis für das Gemälde Hymne an den Oktober. Diesen folgte der Stalin-Preis des Jahres 1946 und im Jahre 1949 der für das Gemälde J. W. Stalin am Grabe Andrej Alexandrowitsch Schdanows.
Er produzierte eine Vielzahl von heroischen Porträts Kliment Woroschilows, weshalb Nikita Chruschtschow später Woroschilow beschuldigte, einen Großteil seiner Zeit in dem Studio Gerassimows verbracht zu haben, zum Schaden seiner Verantwortlichkeit als Volkskommissar der Verteidigung. Seine Führung des Ausschusses der Künstler der UdSSR und der sowjetischen Akademie der Kunst war notorisch und wurde als Führung mit einer starken Hand beschrieben, dazu war er an vorderster Reihe der Angriffe gegen Kosmopolitismus und Förmlichkeit während der sogenannten Schdanowschtschina. Obgleich seine übermäßig einschmeichelnden Porträts der sowjetischen Führer und seine politischen Tätigkeiten gegen Künstler, die nicht seine Linie unterstützen würden, ihm ein Renommee als politische Persönlichkeit, mit der zu rechnen war, gewonnen hatte, verlor er nicht völlig die Note seiner echten künstlerischen Fähigkeiten. Sogar am Ende seiner Karriere fuhr er fort, einer schwermütigen, fast impressionistischen Behandlung von Landschaften zu folgen.